# Polo aquático no Campeonato Mundial de Esportes Aquáticos de 2015

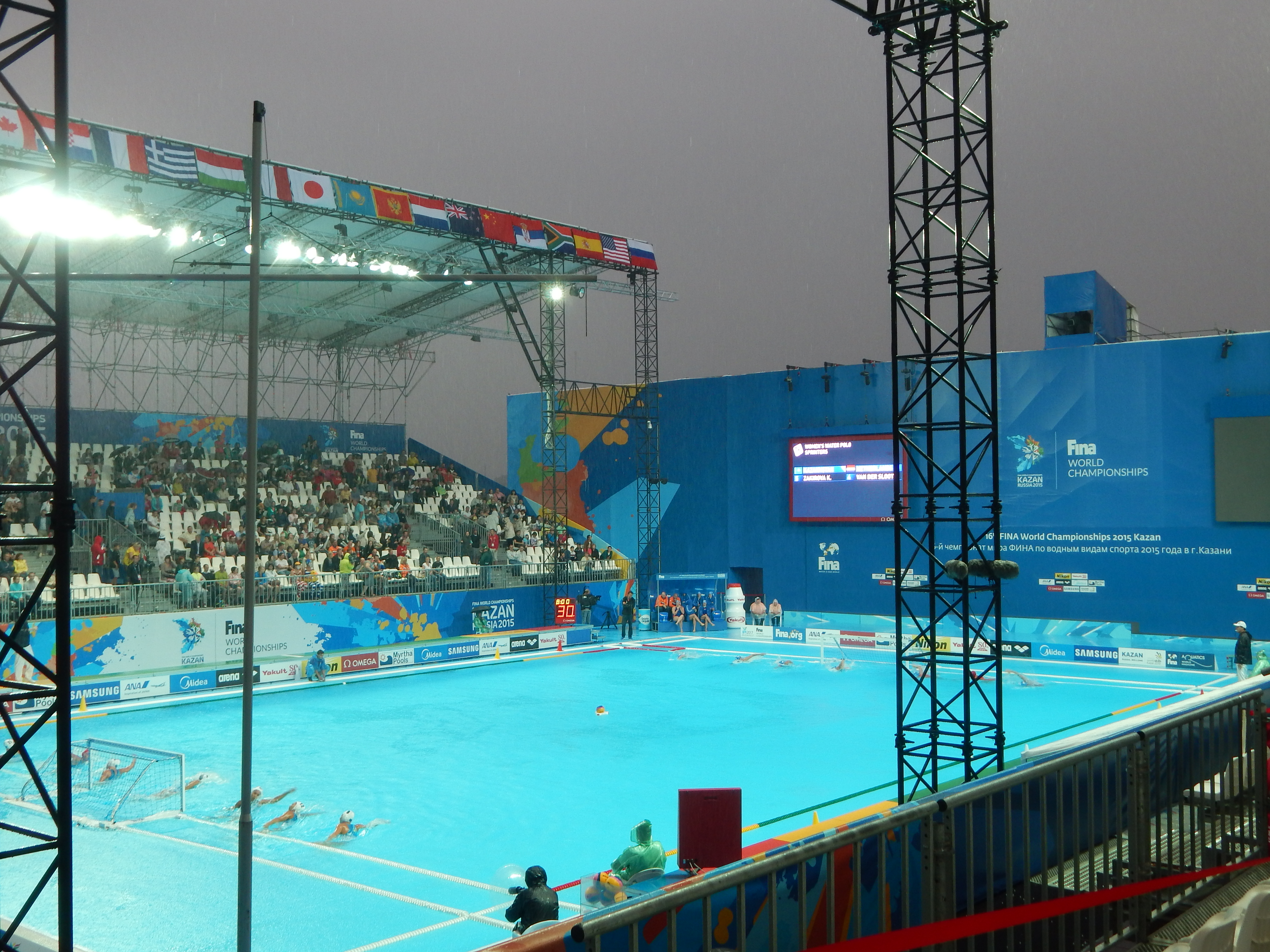
Jogo entre as seleções femininas do Cazaquistão e da Holanda na fase de classificação para os play-offs

Os eventos do polo aquático no Campeonato Mundial de Esportes Aquáticos de 2015 ocorreram entre 26 de julho e 8 de agosto de 2015 em Cazã, Rússia. 

## Calendário
| Julho/Agosto de 2015 | 24 | 25 | 26 | 27 | 28 | 29 | 30 | 31 | 01 | 02 | 03 | 04 | 05 | 06 | 07 | 08 | 09 | T |
| -------------------- | -- | -- | -- | -- | -- | -- | -- | -- | -- | -- | -- | -- | -- | -- | -- | -- | -- | - |
| Polo aquático        |    |    | ●  | ●  | ●  | ●  | ●  | ●  | ●  | ●  | ●  | ●  | ●  | ●  | 1  | 1  |    | 2 |

## Medalhistas
Masculino
| Ouro | Prata | Bronze |
| Sérvia · Milan Aleksić · Miloš Ćuk · Filip Filipović · Živko Gocić · Nikola Jakšić · Dušan Mandić · Branislav Mitrović · Stefan Mitrović · Slobodan Nikić · Duško Pijetlović · Gojko Pijetlović · Andrija Prlainović · Sava Ranđelović | Croácia · Marko Bijač · Luka Bukić · Damir Burić · Andro Bušlje · Maro Joković · Luka Lončar · Petar Muslim · Paulo Obradović · Josip Pavić · Fran Paškvalin · Antonio Petković · Anđelo Šetka · Sandro Sukno | Grécia · Christos Afroudakis · Evangelos Delakas · Georgios Dervisis · Konstantinos Flegkas · Ioannis Fountoulis · Stefanos Galanopoulos · Konstantinos Genidounias · Alexandros Gounas · Christodoulos Kolomvos · Konstantinos Mourikis · Emmanouil Mylonakis · Kyriakos Pontikeas · Angelos Vlachopoulos |

Feminino
| Ouro | Prata | Bronze |
| Estados Unidos · Kami Craig · Rachel Fattal · Makenzie Fischer · Kaleigh Gilchrist · Ashley Grossman · Samantha Hill · Ashleigh Johnson · Courtney Mathewson · Madeline Musselman · Kiley Neushul · Melissa Seidemann · Maggie Steffens · Alys Williams | Países Baixos · Laura Aarts · Amarens Genee · Dagmar Genee · Lieke Klaassen · Maud Megens · Marloes Nijhuis · Vivian Sevenich · Yasemin Smit · Nomi Stomphorst · Leonie van der Molen · Catharina van der Sloot · Isabella van Toorn · Debby Willemsz | Itália · Rosaria Aiello · Laura Barzon · Roberta Bianconi · Tania Di Mario · Giulia Emmolo · Teresa Frassinetti · Arianna Garibotti · Giulia Gorlero · Francesca Pomeri · Elisa Queirolo · Federica Radicchi · Chiara Tabani · Laura Teani |

## Quadro de medalhas
| Ordem | País           | Medalha de ouro | Medalha de prata | Medalha de bronze | Total |
| ----- | -------------- | --------------- | ---------------- | ----------------- | ----- |
| 1     | Sérvia         | 1               | 0                | 0                 | 1     |
| 1     | Estados Unidos | 1               | 0                | 0                 | 1     |
| 3     | Croácia        | 0               | 1                | 0                 | 1     |
| 3     | Países Baixos  | 0               | 1                | 0                 | 1     |
| 5     | Grécia         | 0               | 0                | 1                 | 1     |
| 5     | Itália         | 0               | 0                | 1                 | 1     |
| Total | Total          | 2               | 2                | 2                 | 6     |